# Lambert Mohr
Lambert Mohr (* 15. Juni 1930 in Plaidt; † 29. November 2009 ebenda) war ein deutscher Politiker (CDU).

## Leben und Beruf
Dem Besuch der Volksschule von 1936 bis 1944 folgte eine Lehre als Betriebselektriker in Andernach und bis 1947 die Berufsschule Andernach. Nach der Abschlussprüfung absolvierte er bis 1948 ein Aufnahmesemester für Ingenieurschulen. Der Mitarbeit im elterlichen Milchgeschäft von 1947 bis 1948 folgte 1949 die Gründung eines Gewerbebetriebs. Er war geschäftsführender Gesellschafter bzw. Geschäftsführer der Firmen der Firmengruppe Mohr in Plaidt, der Koberner Quarzkieswerke GmbH & Co. KG in Kobern-Gondorf und der LWG Lavawerk GmbH in Andernach.

## Partei
Mohr war seit 1956 Mitglied der CDU. Er war Vorsitzender des CDU-Gemeindeverbands Andernach-Land, später dem Verbandsgemeinderat Pellenz. Er war stellvertretender Vorsitzender des Bezirksverbands Koblenz-Montabaur und Mitglied des Landesparteiausschusses.

## Abgeordneter
Mohr wurde zum ersten Mal bei der Landtagswahl 1979 in den Rheinland-Pfälzischen Landtag gewählt und gehörte diesem vier Wahlperioden (9. bis 12. Wahlperiode) ununterbrochen vom 18. Mai 1979 bis zum 19. Mai 1996 an. In der 9. und 10. Wahlperiode war er Mitglied im Ausschuss für Wirtschaft und Verkehr, dessen stellvertretender Vorsitzender er in der 10. Wahlperiode war. In der 9. Wahlperiode war er darüber hinaus Mitglied im Ausschuss für Umwelt. In der 10. Wahlperiode Mitglied im Haushalts- und Finanzausschuss, dessen Vorsitzender er in der 11. Wahlperiode wurde. In der 12. Wahlperiode war er Vorsitzender der Rechnungsprüfungskommission, stellvertretender Vorsitzender des Haushalt- und Finanzausschusses und Mitglied im Unterausschuss „Landesbauordnung“.
Er war 1989 Mitglied der 9. Bundesversammlung.

## Kommunale Tätigkeiten
Mohr gehörte dem Verbandsgemeinderat Andernach-Land, dem Gemeinderat Plaidt und dem Kreistag Mayen bzw. Mayen-Koblenz an. Von 1970 bis 1989 war er Erster Kreisdeputierter des Landkreises Mayen-Koblenz. In der Ortsgemeinde Plaidt war er von 1971 bis 1974 Erster Beigeordneter.

## Sonstiges Engagement
Mohr war von 1954 bis 1957 Mitglied und von 1957 bis 1967 Vorsitzender im Aufsichtsrat der Raiffeisenbank Pellenz. Im Anschluss war er bis 1991 Vorstandsvorsitzender der Raiffeisenbank Pellenz, von 1969 bis 1970 Mitglied im Aufsichtsrat der Genossenschaftlichen Zentralbank Rheinland, Mitglied im Beirat der Westdeutschen Genossenschafts-Zentralbank und Beiratsvorsitzender der Bims und Baustoff Union.

## Ehrungen
- Bundesverdienstkreuz Erster Klasse (1988)
- Bundesverdienstkreuz am Bande (1973)
- Freiherr-vom-Stein-Plakette (1978)